# Amtsgericht Langenselbold
Das Amtsgericht Langenselbold war ein preußisches Amtsgericht mit Sitz in Langenselbold.

## Vorgeschichte
In Kurhessen erfolgte 1821 die Trennung der Rechtsprechung von der Verwaltung und für die Rechtsprechung wurden Justizämter, darunter das Justizamt Langenselbold, eingerichtet. Es war dem Obergericht für die Provinz Hanau zugeordnet.

## Geschichte
Mit der Annexion Kurhessens durch Preußen 1866 wurden in der neuen Provinz Hessen-Nassau Amtsgerichte eingerichtet. Das Justizamt Langenselbold wurde entsprechend in das Amtsgericht Langenselbold umgewandelt. Es war dem Kreisgericht Hanau zugeordnet. Mit der Einführung der Reichsjustizgesetze entstanden 1879 reichsweit einheitlich Amtsgerichte. Das Amtsgericht Langenselbold behielt damit seinen Namen und erhielt die neuen Funktionen. Es war nun eines der 22 Amtsgerichte im Bezirk des Landgerichtes Hanau. Am Gericht bestand eine Richterstelle. Es war damit ein kleines Amtsgericht im Landgerichtsbezirk. Sein Gerichtsbezirk umfasste aus dem Kreis Hanau die Gemeindebezirke Hüttengesäß, Langendiebach, Langenselbold, Neuwiedermuß, Ravolzhausen und Rückingen.
Das Amtsgericht Langenselbold wurde durch das Zweite Gesetz zur Änderung des Gerichtsorganisationsgesetzes am 1. Juli 1968 aufgehoben.

## Gerichtsgebäude
Im Jahr 1669 wurde in Langenselbold ein Jagdschlösschen durch die Fürsten von Isenburg-Birstein erbaut. Dies wurde um 1850 durch den kurhessische Staat erworben und als Amtsgericht genutzt. Es handelt sich um den vorderen Teil des heutigen Gebäudes Richtung Steinweg. In den Jahren 1891 und 1914 wurde es baulich erweitert und erreichte so seine heutige Form. Nach der Aufhebung des Amtsgerichts wurde das Haus verkauft und dient heute als Ärztehaus. Das ehemalige Amtsgerichtsgebäude (Steinweg 13) steht als Kulturdenkmal unter Denkmalschutz.